# لويس تيكسيرا
لويس تيكسيرا (بالبرتغالية: Luís Teixeira‏) هو موضح علمي ‏ ورياضياتي برتغالي، ولد في عقد 1500، وتوفي في 1604.